# Philetus Walter Norris

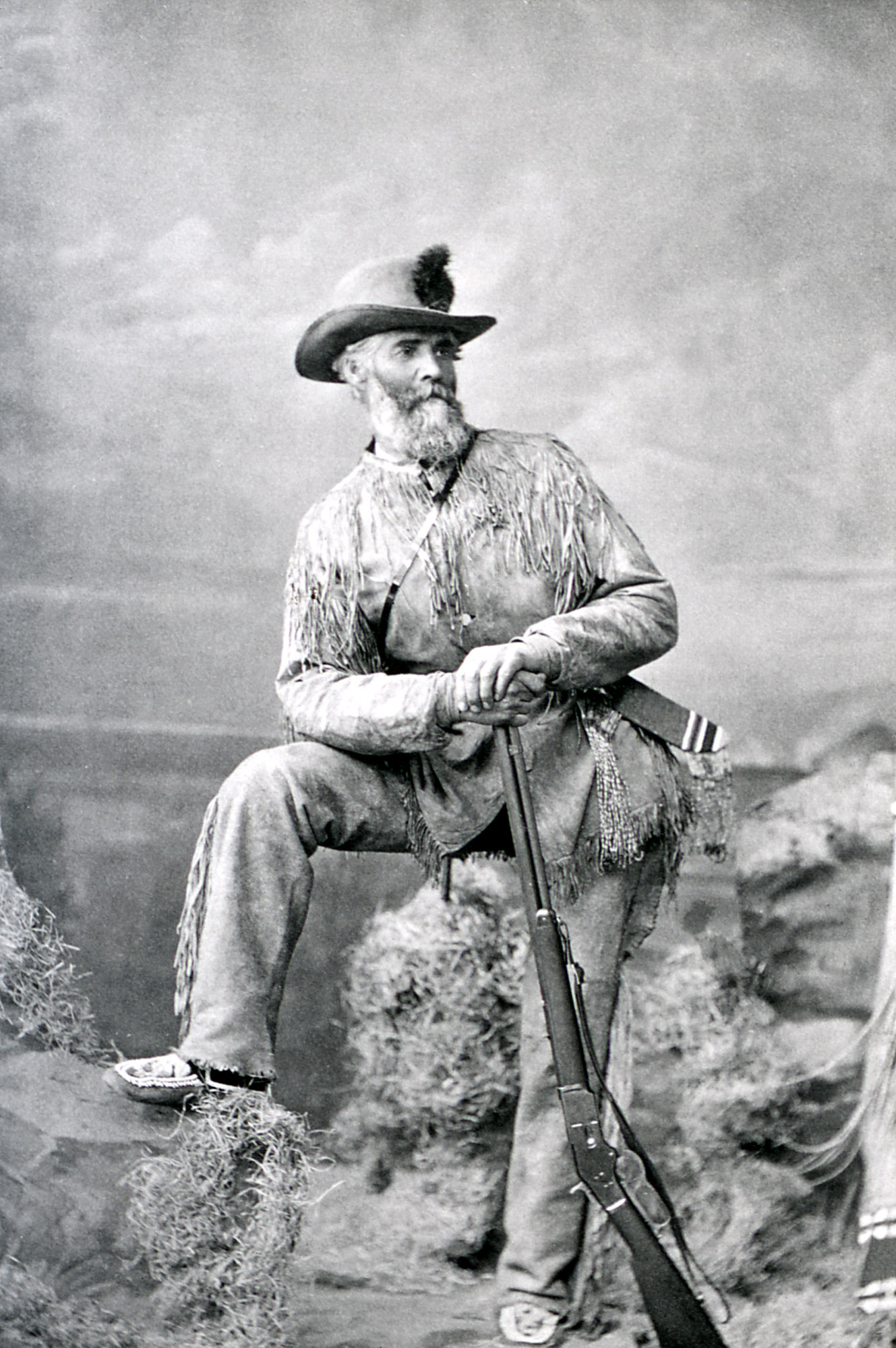
Philetus Walter Norris

Philetus Walter Norris (* 17. August 1821 in Palmyra, Wayne County, New York; † 14. Januar 1885 in Rocky Hill, Kentucky) war der zweite Superintendent des Yellowstone-Nationalparkes.

## Kinder- und Jugendzeit
Norris wuchs in Palmyra im US-Bundesstaat New York auf, nahe den großen Fällen des Genesee Rivers. Mit zehn Jahren führte er Touristen zu den Fällen. Diese Tätigkeit fand ein Ende als seine Familie in Michigan Land kaufte und dorthin zog. Die Gesundheit des Vaters litt bald und Philetus Norris musste als einziger Sohn einen Großteil der Arbeit übernehmen. Dabei blieb die schulische Ausbildung auf der Strecke. Er lernte einzig durch Erfahrung und durch Bücher. Mit 17 Jahren nahm Norris eine Stelle bei der Hudson’s Bay Company in Manitoba an. 

## Postmeister und Farmer
Fünf Jahre später kaufte er Land am Rande des Great Black Swamp in Ohio. Er benötigte zwei Jahre, um das Land zu roden und eine Hütte zu errichten. 1845 zogen er und seine Braut Jane Cotrill aus Fayette ein. Nachdem andere Familien in ihre Nachbarschaft gezogen waren, wurde eine Poststation unter dem Namen „Pioneer, Ohio“ errichtet. Norris wurde der erste Postmeister. 1853 teilte Norris sein Land in verschiedene Parzellen, von denen er einige verkaufte. Als unmittelbare Folge wurde die Ortschaft Pioneer offiziell gegründet. In der Nähe der bisherigen Hütte baute Norris ein großes Farmhaus. Dort wohnte er bis zum Ausbruch des Bürgerkrieges 1861.

## Offizier und Politiker
Am 2. Mai 1862 trat Norris freiwillig in die Nordstaaten-Armee ein und stellte eine Kompanie zusammen, die in das Hoffman-Bataillon der Ohio-Infanterie eingegliedert wurde. In West Virginia wurde er so schwer verletzt, dass er am 5. Januar 1863 im Range eines Hauptmanns (Captain) aus der Armee ausscheiden musste. 
Norris wurde in den Senat von Ohio gewählt und kandidierte als Generalinspektor des neu gegründeten Montana-Territoriums, konnte sich aber gegen Henry Dana Washburn nicht durchsetzen. So arbeitete Norris einstweilen für die Sanitäts-Kommission der Unions-Armee und anschließend betreute er ein Militärgefängnis auf Kelley Island.

## Immobilien-Makler und Zeitungs-Verleger
Nach dem Krieg verlegte er Entwässerungs-Leitungen, um Sumpfland in wertvolles Farmland zu verwandeln. Gesamthaft verkaufte er so 40 km² gutes Land in der Nähe von Detroit. Stattdessen erwarb er 8 km² Land in Hamtramck, einem Stadtteil von Detroit, und zog seine ganze Familie dorthin nach. Er baute ein florierendes Immobilien-Unternehmen auf und gab eine Zeitung namens Norris Suburban heraus. Darin veröffentlichte er immer wieder Artikel über den Westen, unter anderem über Expeditionen durch das Gebiet des heutigen Yellowstone-Nationalparkes. 1872 wurde der Nationalpark gegründet. Norris berichtete weiterhin über diese Gegend und kritisierte den ersten Superintendenten des Parkes, Nathaniel P. Langford. 

## Zweiter Superintendent des Yellowstone-Nationalparkes

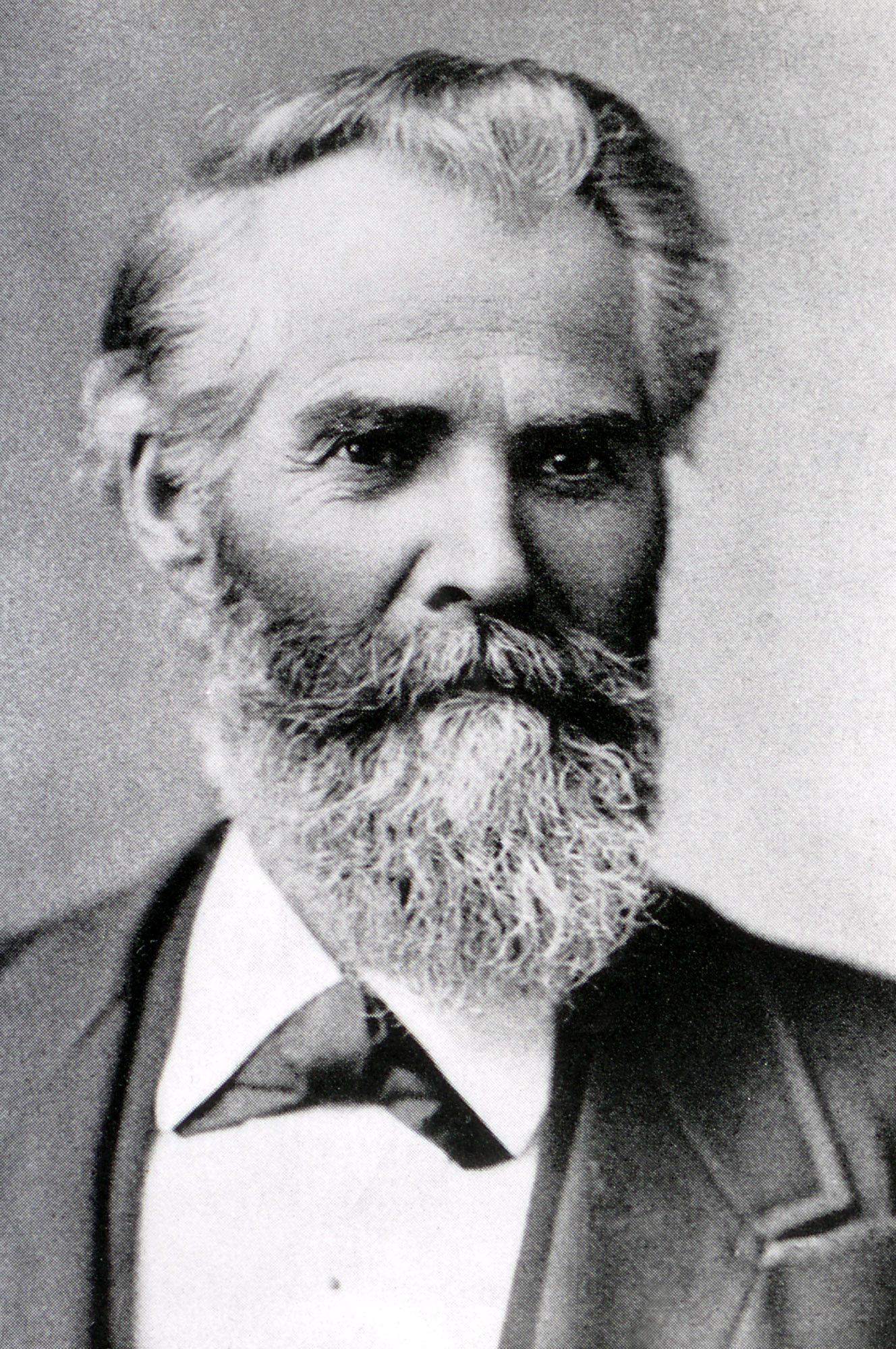
Philetus Walter Norris

Aufgrund der Kritik an Langford wurde Norris die Verantwortung über den Park zugeschoben. Er waltete dieses Amtes vom 18. April 1877 bis 2. Februar 1882. Norris widmete sich voller Energie der Verwaltung des Parkes. 1878 konnte er vom Kongress die ersten Fördergelder von 10.000 US-Dollar erwirken. Damit ließ er die Norris-Straße zu den Geysir-Becken und ein Verwaltungsgebäude auf dem Capitol Hill errichten. Außerdem führte er verschiedene Untersuchungen des Park-Gebietes durch. Seine wissenschaftliche Neugier führte zu wertvollen Erkenntnissen in den Disziplinen Ethnologie, Archäologie und Geologie. Wegen Geldmangels konnte aber auch Norris den Park nur unzulänglich führen. Dies nutzten seine Gegner, um ihn abzusetzen.

## Lebensabend
Norris kehrte 1882 nach Illinois zurück. 1884 erschien sein Buch „The Calumet of the Coteau“. Nebenbei untersuchte er für die Smithsonian Institution die prähistorischen Mounds im Ohio Valley.
Norris starb am 14. Januar 1885 in Rocky Hill, Kentucky. Er wurde auf dem Elmwood Cemetery bei Detroit bestattet.
Nach ihm sind das Norris-Geysir-Becken, die Ortschaft Norris Junction, der Norris Pass und Mount Norris, allesamt im Yellowstone-Nationalpark, benannt.